# Kovács Ágnes (úszó)
Kovács Ágnes (Budapest, 1981. július 13. –) olimpiai bajnok magyar úszó.

## Életút
Kovács Ágnes olimpiai bajnok, kétszeres világ- és hétszeres Európa-bajnok, világkupa győztes, örökös magyar bajnok úszó. Az egyetlen olyan magyar úszó, aki 1997-2001 közötti időszakban az év legrangosabb világversenyeiről aranyéremmel tért haza. 13 évig volt tagja a magyar úszóválogatottnak, ez idő alatt minden nemzetközi versenyt pontszerző helyen zárt. Többször megválasztották Európa legjobb úszójának, a világ legjobb sportolói között emlegették. A Testnevelési Egyetem (TF) Nemzetközi Igazgatóságának tagja. MOB Környezetvédelmi és Fenntartható Fejlődés Bizottságának bizottsági elnöke. Három diplomája van. A Testnevelési Egyetem Sporttudományok Doktori Iskolájában a magyar olimpiai bajnokok közül elsőként szerzett doktori címet. Kutatási témája „Az élsportolók és a média munkatársainak kapcsolata a 21. század elején Magyarországon” volt. A hazai és nemzetközi sporttudományos konferenciák bizottsági tagja, és előadója.  Angolból felső-, olaszból középfokú nyelvvizsgát szerzett. 2010-ben ment férjhez, 2011-ben megszületett első gyermeke, Gábor Dominik.
Budapesten született. Szülei dr. Kovács Károly és dr. Kovácsné Benkei Mária, mindketten közgazdászok. A szülők is sportszeretők voltak, hisz édesanyja kosárlabdázott, édesapja pedig teniszezett. Bátyja, Kovács Balázs is sokáig versenyszerűen úszott.

## Végzettség
1995–1999. Vörösmarty Mihály Gimnázium - érettségi
2001–2005. Arizona State University (USA) - marketing-kommunikáció szak
2006–2008. Semmelweis Egyetem Testnevelési és Sporttudományi Kar – úszás-edzői
2006–2009. Budapesti Corvinus Egyetem Közgazdaságtudományi Kar – közgazdász-szociológus
2013–2021 Testnevelési Egyetem – Ph.D. hallgató – Ph.D. fokozat

## Úszás
Két és fél éves korában kezdett úszni, a Sportuszodában. Edzője, Szűcs Bea ajánlotta, hogy fejlődését máshol jobban tudnák biztosítani. 9 évesen került át a Kőér utcai uszodába. Edzője Plagányi Zsolt volt egészen 13 éves koráig.A komolyabb eredmények még kicsit várattak magukra. 12 éves korában Selmeczi Attila el akarta tanácsolni a versenyzéstől. Valószínűleg ez volt az a momentum, amitől még erősebben kezdett edzeni, és innentől jöttek is a sikerek. 13 éves korában az országos korosztályos bajnokságon harmadik lett. Egy év alatt olyan fantasztikus fejlődésen ment keresztül, hogy a szakemberek is értetlenül csodálkoztak, mire képes a fiatal versenyző.
1995-ben a bécsi Európa-bajnokságon 100 m mellúszásban ifjúsági Európa bajnok lett. Felnőtt korcsoportban pedig – a teljes európai mezőny legfiatalabbjaként – élete addigi legjobb eredményével bronzérmes lett. A 4×100 m vegyes váltóban egy csapatban versenyeztek Egerszegi Krisztinával, Klocker Edittel és Lakos Gyöngyvérrel. A csapat második helyezést ért el.
Legkiemelkedőbb eredményeit 1997 és 2001 között érte el, az egyetlen magyar úszóként, aki minden világversenyről aranyéremmel tért haza. A 13 év válogatottság alatt minden nemzetközi versenyen pontot szerzett, 2000-ben pedig megnyerte a 200 méter női mellúszás olimpiai aranyérmét. Többször megválasztották Európa legjobb úszójának, a világ legjobb sportolói között tartották számon.
2001 és 2005 között ösztöndíjasként az Egyesült Államokban tanult, az Arizona State University-n, ahol az egyetemi Sun Devils csapatát erősítette. A tanulás mellett folyamatosan edzett és továbbra is aktívan versenyzett. Amerikai bajnoki címet szerzett, számos egyetemi verseny győztese, négyéves egyetemi pályafutása, tanulmányi és sportteljesítményei alapján az egyetem legmagasabb kitüntetésében részesült.
Négy alkalommal volt az év sportolója. Az Athéni Olimpián új versenyszámban indult. A 200 méter női vegyesúszásban negyedik lett. Egerszegi Krisztina rekordját megdöntve, 200 méter mellen pedig ötödik. 2004-ben a Sportújságírók Szövetsége a Sportcsillagok Gáláján a sportteljesítményén túl a sporthoz való pozitív emberi hozzáállásra tekintettel különdíjban jutalmazta. Összesen hét alkalommal volt az év magyar úszónője.
Nagy álma volt, hogy egyszer hazai közönség előtt versenyezzen, és ez teljesült is. 2006-ban a budapesti Európa Bajnokságon a magyar csapat legjobb női versenyzője lett. Célja egy érem megszerzése volt, ehelyett mindhárom mellúszó számban bronzérmet szerzett, így ő lett az abszolút közönség-kedvenc.
2007. október 30-án versenyen kívüli, a WADA nemzetközi szervezet által előre be nem jelentett doppingellenőrzés során az előírtnál lényegesen kisebb mennyiségű mintát szolgáltatott, ami doppingellenőrzés céljából nem volt elfogadható. Ezt követően a további mintaszolgáltatást a sportoló, hivatalos elfoglaltságára hivatkozva megtagadta, és a megtagadás tényét írásban elismerte.
A doppingellenőrzés során, a mintaszolgáltatás megtagadása, a hatályos jogszabályok és a WADA Kódex értelmében, doppingvétséget megalapozó magatartásnak minősül. Az ezt követő napokban a Magyar Úszószövetség tagjai védelmükbe vették a sportolót és azt állították, hivatalos elfoglaltsága az volt, hogy a Hilton szállóban Roger Moore-nál kellett megjelennie, amiről előző este kapott értesítést. A filmszínész az UNICEF nagykövetének kérte fel Ágit.
2008-ban jelentette be visszavonulását. A 2008-as Országos Bajnokságon búcsúzott el a versenysporttól.

## Karrier az úszáson túl
2009 óta a TF nemzetközi igazgatóságának tagja, és óraadója lett. 2010. július végén az UNICEF Magyar Bizottsága három évre az UNICEF magyarországi sportnagykövetévé nevezte ki. 2012-ben a debreceni úszó Európa-bajnokság pr-igazgatója volt. 2012 tavaszán a MOB környezetvédelmi és Fenntartható Fejlődés Bizottság elnökének választották, 2012 és 2015 között a Magyar Úszó Szövetség elnökségének a tagja volt. 2014 nyarán beiktatták a vizes sportokat tömörítő nemzetközi hírességek csarnokába (International Swimming Hall of Fame). 10 évvel az amerikai diplomájának megszerzése után, 2015-ben, újabb rangos nemzetközi elismerésben részesült, beválasztották az Arizona Állami Egyetem halhatatlanjai közé.

## Jelentősebb eredményei

### 1995
- Genf ifjúsági Eb – 100 m mell (1:10,98) – 1. hely
- Genf ifjúsági Eb – 200 m mell (2:36,03) – 5. hely
- Bécs Eb – 4 × 100 m női vegyes váltó (4:12,00) – 2. hely
- Bécs Eb – 100 m mell (1:10,77) – 3. hely
- Bécs Eb – 200 m mell – 7. hely

### 1996
- Koppenhága ifjúsági Eb – 100 m mell (1:10,38) – 1. hely
- Koppenhága ifjúsági Eb – 200 m mell (2:29,85) – 1. hely
- Atlanta Olimpia – 200 m mell (2:26,57) – 3. hely
- Atlanta Olimpia – 100 m mell (1:09,55) - 7. hely
- Atlanta Olimpia – 4 × 100 m női vegyes váltó (4:10,92) - 11. hely

### 1997
- Sevilla Eb – 100 m mell (1:08,08) – Európa-bajnok
- Sevilla Eb – 200 m mell (2:24,90) – Európa-bajnok
- Sevilla Eb – 4 × 100 m női vegyes váltó (4:14,10) – 7. hely

### 1998
- Perth vb – 200 m mell (2:25,45) – világbajnok
- Perth vb – 100 m mell (1:08,68) – 4. hely
- Perth vb – 4 × 100 m női vegyes váltó (4:11,41) – 5. hely

### 1999
- Isztambul Eb – 50 m mell, (31,44) – Európa-bajnok
- Isztambul Eb – 100 m mell (1:08,75) – Európa-bajnok
- Isztambul Eb – 200 m mell (2:27,12) – Európa-bajnok
- Isztambul Eb – 4 × 100 m női vegyes váltó (4:14,43) – 9. hely
- Lisszabon rövid pályás Eb – 50 m mell (31,39) – 2. hely
- Lisszabon rövid pályás Eb – 100 m mell (1:08,30) – 2. hely
- Lisszabon rövid pályás Eb – 200 m mell (2:25,41) – 2. hely

### 2000
- Sydney Olimpia – 200 m mell (2:24,35) – Olimpiai bajnok
- Sydney Olimpia – 100 m mell (1:08,09) – 5. hely
- Sydney Olimpia – 4 × 100 m női vegyes váltó (4:11,11) – 13. hely
- Helsinki Eb – 50 m mell (31,68) – Európa-bajnok
- Helsinki Eb – 100 m mell (1:08,38) – Európa-bajnok
- Helsinki Eb – 200 m mell (2:26,85) – 2. hely

### 2001
- Fukuoka vb – 200 m mell (2:24,90) – világbajnok
- Fukuoka vb – 100 m mell (1:08,50) – 3. hely
- Fukuoka vb – 50 m mell (31,05) – 8. hely
- Fukuoka vb – 4 × 100 m női vegyes váltó (4:12,79) – . hely

### 2002
- Berlin Eb – 100 m mell (1:09,63) – 4. hely
- Berlin Eb – 200 m mell (2:28,16) – 4. hely
- Riesa rövidpályás Eb – 200 m mell (2:24,79) – 5. hely
- Riesa rövidpályás Eb – 100 m mell (1:07,97) – 3. hely

### 2003
- Barcelona vb – 50 m mell (32,73) – 20. hely
- Barcelona vb – 100 m mell (1:10,37) – 15. hely
- Barcelona vb – 200 m mell (2:28,18) – 9. hely
- Barcelona vb – 200 m vegyes (2:14,63) – 6. hely

### 2004
- Madrid Eb – 200 m mell (2:30,29) – 5. hely
- Madrid Eb – 200 m vegyes (2:16,11) – 4. hely
- Madrid Eb – 4 × 100 m női vegyes váltó (4:11,71) – 8. hely
- Athén Olimpia (1:09,12) – 100 m mell – 10. hely
- Athén Olimpia (2:26,12) – 200 m mell – 5. hely
- Athén Olimpia (2:13,58) – 200 m vegyes – 4. hely

### 2005
- Trieszt rövidpályás Eb – 100 m mell (1:07,60) – 7. hely
- Trieszt rövidpályás Eb – 200 m mell (2:25,09) – 5. hely
- Trieszt rövidpályás Eb – 200 m vegyes (2:12,36) – 4. hely

### 2006
- Budapest Eb – 50 m mell (31,95) – 3. hely
- Budapest Eb – 100 m mell (1:08,60) – 3. hely
- Budapest Eb – 200 m mell (2:28,90) – 3. hely

### 2007
- Bangkok universiade – 50 mell – 10. hely
- Bangkok universiade – 100 mell – 10. hely
- Debrecen rövidpályás Eb – 50 m mell – 9. hely
- Debrecen rövidpályás Eb – 100 m mell (1:07,56) – 5. hely
- Debrecen rövidpályás Eb – 4 × 50 méteres vegyes váltó (1:50,38) – 4. hely

### Magyar bajnokság
|                  | 1996 | 1997 | 1998 | 1999 | 2000 | 2001 | 2002 | 2003 | 2004 | 2005 | 2006 | 2007 |
| ---------------- | ---- | ---- | ---- | ---- | ---- | ---- | ---- | ---- | ---- | ---- | ---- | ---- |
| 100 m gyors      |      |      | 5.   |      |      |      |      |      |      |      |      |      |
| 400 m gyors      |      | 1.   |      |      |      |      |      |      |      |      |      |      |
| 50 m mell        |      |      |      | 1.   | 1.   | 1.   | 1.   | 1.   | 1.   |      | 1.   | 1.   |
| 100 m mell       | 1.   | 1.   | 1.   | 2.   | 1.   | 1.   | 1.   | 2.   | 1.   |      | 1.   | 1.   |
| 200 m mell       | 1.   | 1.   |      |      | 1.   | 1.   | 1.   |      | 1.   |      | 1.   |      |
| 50 m pillangó    |      |      |      | 4.   |      |      |      |      |      |      |      |      |
| 200 m vegyes     |      | 1.   | 1.   | 1.   | 1.   |      |      | 1.   | 1.   |      | 3.   |      |
| 400 m vegyes     |      | 1.   |      |      | 1.   |      |      |      |      |      |      |      |
| 4 × 100 m gyors  |      | 1.   | 1.   |      |      |      |      |      | 1.   |      | 1.   | 2.   |
| 4 × 200 m gyors  |      | 1.   | 1.   |      |      | 1.   | 1.   |      | 1.   |      | 1.   |      |
| 4 × 100 m vegyes | 1.   | 1.   | 1.   |      |      | 1.   | 1.   |      | 1.   |      | 1.   |      |

53-szoros magyar bajnok.

## Rekordjai
50 m mell
- 31,95 országos csúcs
- 31,89 (1999. július 29., Isztambul) országos csúcs
- 31,44 (1999. július 30., Isztambul) országos csúcs
- 31,34 (2000. május 21., Monte-Carlo) Európa-csúcs

100 m mell
- 1:10,16 (1996. június 16., Budapest) országos csúcs
- 1:09,05 (1996. július 21., Atlanta) országos csúcs
- 1:08,08 (1997. augusztus 22., Sevilla) országos csúcs
- 1:07,92 (2000. május 20., Monte Carlo) országos csúcs
- 1:07,79 (2000. szeptember 17., Sydney) Az elmaradt doppingellenőrzés miatt nem hitelesített Európa-csúcs

200 m mell
- 2:29,18 (1996. március 17., Budapest) országos csúcs
- 2:28,90 (1996. június 18., Budapest) országos csúcs
- 2:26,57 (1996. július 23., Atlanta) Európa-csúcs
- 2:26,06 (1997. március 29., Budapest) Európa-csúcs
- 2:25,31 (1997. április 23., Budapest) Európa-csúcs
- 2:24,90 (1997. augusztus 20., Sevilla) Európa-csúcs
- 2:24,03 (2000. szeptember 20., Sydney) Európa-csúcs

200 m vegyes
- 2:13,58 (2004. augusztus 17., Athén) országos csúcs

200 m vegyes, rövidpálya
- 2:12,73 (2004. március 18., Texas) országos csúcs
- 2:12,36 (2005. december 8., Trieszt) országos csúcs[3]

## Díjai, elismerései
- Kiváló Ifjúsági Sportoló-díj (1995, 1996)
- Magyar Köztársasági Ezüst Érdemkereszt /polgári tagozat/ (1996) [4]
- Az év magyar sportolónője szavazás harmadik helyezett (1996, 2006)
- Az év magyar ifjúsági sportolója (Telesport) (1996)
- Az év magyar úszója (1997, 1998, 1999, 2000, 2001, 2004, 2006)
- Az év magyar sportolója (1997, 1998, 1999, 2000)
- Európa legjobb női úszója (Swimming World Magazin) (1997, 1998)
- „A világ női sportolója” szavazáson a legjobb 10-ben szerepelt (1997)
- 2000 óta a Magyar Olimpiai Bajnokok Klubjának tagja
- A Magyar Köztársasági Érdemrend tisztikeresztje /polgári tagozat/ (2000)[4]
- 2001-ben a magyar „Az évszázad női sportolója” 3. helyezettje
- Kőbánya díszpolgára (2001)
- Az év magyar sportolónője szavazás második helyezett (2001, 2004)
- Köztársasági Elnöki elismerés (2004)
- Budapestért díj (2006)[5]
- MOB Nők sportjáért díja (2007)
- Az úszó hírességek csarnoka tagja (2014)
- Budapest díszpolgára (2014)[6]
- Az Arizona State University halhatatlanja (2015)[7]
- A magyar úszósport halhatatlanja (2017)[8]

## Érdekességek
- Kabalája egy magyar zászló, amit az eredményhirdetések alkalmával mindig magával hord, ezt édesanyjától 14 évesen kapta.
- Hobbijai: síelés, tenisz, zenehallgatás, olvasás, golf
- Sportoló példaképei: Alekszandr Popov és Egerszegi Krisztina.
- Ma már nehéz elhinni, de nem szívesen nyilatkozott régen a sajtónak.15 éves korában amikor Molnár Dániel a Magyar Rádiótól interjúra hívta, elszaladt előle…